# Okane Naoya
Naoya Okane (sinh ngày 19 tháng 4 năm 1988) là một cầu thủ bóng đá người Nhật Bản.

## Sự nghiệp câu lạc bộ
Naoya Okane đã từng chơi cho Shimizu S-Pulse, Montedio Yamagata, Tochigi SC và FC Gifu.